# هیزکاستل
هیزکاستل (به انگلیسی: Hayscastle) یک منطقهٔ مسکونی در بریتانیا است که در Pembrokeshire واقع شده‌است. هیزکاستل ۴۶۵ نفر جمعیت دارد.